# Vitolo (football, 1989)
Pour les articles homonymes, voir Vitolo.
Víctor Machín Pérez, plus connu sous le nom de Vitolo (né le 2 novembre 1989 à Las Palmas en Espagne) est un footballeur international espagnol, qui joue principalement au poste d'ailier gauche ou de milieu gauche. Il peut également occuper le poste d'attaquant de pointe.

## Biographie

### Carrière en club

#### UD Las Palmas (2010-2013)
Vitolo est né à Las Palmas. Il fait ses classes de footballeur durant sa jeunesse dans le club de sa ville, l'UD Las Palmas. Il joue d'abord pendant deux ans dans l'équipe réserve, avant de s'imposer en équipe première durant dans la saison 2010-11. Il joue alors en deuxième division; il fait ses débuts le 28 août 2010, en jouant les 90 minutes lors d'une victoire 3-2 à domicile contre le Gimnàstic de Tarragona. Il marque ensuite son premier but pour son club lors d'une défaite 4-1 face à l'AD Alcorcón, le 11 septembre, à domicile.
Le 27 novembre 2010, dans un autre match à domicile, contre le Rayo Vallecano, Vitolo subit une blessure du ligament croisé antérieur du genou droit, qui l'éloigne des terrains pour le reste de la saison.
Lors de la saison 2012-2013, il est le meilleur buteur de son club, avec 15 buts marqués en 41 matchs de championnat.

#### Séville FC (2013-2017)
Vitolo rejoint le Séville FC avec un transfert de 700 000 euros le 28 juin 2013, après avoir accepté un contrat de quatre ans. Il quitte ainsi son club formateur et son île natale. Il fait ses débuts en Liga le 18 août lors d'une défaite 3-1 à domicile face à l'Atlético de Madrid. Il marque son premier but en première division le 10 novembre, contribuant à un succès 3-1 face au RCD Espanyol.
Lors de sa première saison en Andalousie, Vitolo joue 45 matchs toutes compétitions confondues et marque à huit reprises. Il contribue à la victoire du FC Séville en Ligue Europa, en étant notamment titulaire lors de la finale face au Benfica Lisbonne, le 14 mai 2014 au Juventus Stadium.
Le 12 mars 2015, il marque le but le plus rapide de l'histoire de la Ligue Europa en marquant après seulement 13 secondes de jeu,,. Il offre ainsi la victoire (3-1) à l'extérieur face au club espagnol du Villarreal CF. Il remporte à nouveau la Ligue Europa, le 27 mai 2015 face au FK Dnipro.
En février 2016, Vitolo marque un but contre le FC Barcelone en championnat malgré une défaite 2-1. Le 18 mai 2016, il remporte pour la troisième fois la Ligue Europa.
Il est le seul joueur de Séville avec Daniel Carriço à avoir été titulaire lors des 3 finales de Ligue Europa consécutives.

#### Atlético de Madrid (depuis 2017)
Le 12 juillet 2017, il est officiellement transféré à l'Atlético de Madrid et signe un contrat de cinq ans, en violation de l'interdiction de recrutement dont a écopé le club. Il doit attendre janvier 2018 avant de débuter avec ses nouvelles couleurs.
Il est prêté pour six mois à Las Palmas à la suite de l'interdiction de recrutement de l'Atlético de Madrid qui prendra fin en janvier 2018.
Le 31 décembre 2017, après sa présentation officielle, se déroulant en même temps que celle de Diego Costa, il participe à un entraînement public au Wanda Metropolitano avec le reste de l'équipe.

## Statistiques
Ce tableau présente les statistiques de Vitolo en carrière :

| Saison                | Club                  | Championnat           | Championnat | Championnat | Championnat | Coupe(s) nationale(s) | Coupe(s) nationale(s) | Coupe(s) nationale(s) | Supercoupe | Supercoupe | Supercoupe | Compétition(s) continentale(s) | Compétition(s) continentale(s) | Compétition(s) continentale(s) | Compétition(s) continentale(s) | Barrages | Barrages | Barrages | Supercoupe UEFA | Supercoupe UEFA | Supercoupe UEFA | Espagne | Espagne | Espagne | Total | Total | Total |
| Saison                | Club                  | Division              | M.          | B.          | P.d.        | M.                    | B.                    | P.d.                  | M.         | B.         | P.d.       | Comp.                          | M.                             | B.                             | P.d.                           | M.       | B.       | P.d.     | M.              | B.              | P.d.            | M.      | B.      | P.d.    | M.    | B.    | P.d.  |
| 2010-2011             | Las Palmas            | Liga Adelante         | 10          | 1           | 0           | -                     | -                     | -                     | -          | -          | -          | -                              | -                              | -                              | -                              | -        | -        | -        | -               | -               | -               | -       | -       | -       | 10    | 1     | 0     |
| 2011-2012             | Las Palmas            | Liga Adelante         | 36          | 10          | 1           | -                     | -                     | -                     | -          | -          | -          | -                              | -                              | -                              | -                              | -        | -        | -        | -               | -               | -               | -       | -       | -       | 36    | 10    | 1     |
| 2012-2013             | Las Palmas            | Liga Adelante         | 39          | 15          | 6           | 3                     | 0                     | 0                     | -          | -          | -          | -                              | -                              | -                              | -                              | 2        | 0        | 0        | -               | -               | -               | -       | -       | -       | 44    | 15    | 6     |
| Sous-total            | Sous-total            | Sous-total            | 85          | 26          | 7           | 3                     | 0                     | 0                     | -          | -          | -          | -                              | -                              | -                              | -                              | 2        | 0        | 0        | -               | -               | -               | -       | -       | -       | 90    | 26    | 7     |
| 2013-2014             | Séville FC            | Liga                  | 29          | 4           | 6           | -                     | -                     | -                     | -          | -          | -          | C3                             | 16                             | 4                              | 2                              | -        | -        | -        | -               | -               | -               | -       | -       | -       | 45    | 8     | 8     |
| 2014-2015             | Séville FC            | Liga                  | 28          | 6           | 3           | 2                     | 0                     | 0                     | -          | -          | -          | C3                             | 11                             | 3                              | 3                              | -        | -        | -        | 1               | 0               | 0               | 3       | 0       | 0       | 45    | 9     | 6     |
| 2015-2016             | Séville FC            | Liga                  | 28          | 2           | 4           | 6                     | 1                     | 2                     | -          | -          | -          | C1+C3                          | 5+7                            | 1+1                            | 1+4                            | -        | -        | -        | 1               | 0               | 1               | -       | -       | -       | 47    | 5     | 12    |
| 2016-2017             | Séville FC            | Liga                  | 30          | 6           | 6           | 2                     | 0                     | 0                     | 2          | 0          | 0          | C1                             | 8                              | 0                              | 1                              | -        | -        | -        | 1               | 0               | 1               | 8       | 4       | 1       | 51    | 10    | 9     |
| Sous-total            | Sous-total            | Sous-total            | 115         | 18          | 19          | 10                    | 1                     | 2                     | 2          | 0          | 0          | -                              | 47                             | 9                              | 11                             | -        | -        | -        | 3               | 0               | 2               | 11      | 4       | 1       | 188   | 32    | 35    |
| 2017-2018             | Las Palmas (prêt)     | Liga                  | 9           | 1           | 0           | 2                     | 0                     | 0                     | -          | -          | -          | -                              | -                              | -                              | -                              | -        | -        | -        | -               | -               | -               | 1       | 0       | 0       | 12    | 1     | 0     |
| Sous-total            | Sous-total            | Sous-total            | 9           | 1           | 0           | 2                     | 0                     | 0                     | -          | -          | -          | -                              | -                              | -                              | -                              | -        | -        | -        | -               | -               | -               | 1       | 0       | 0       | 12    | 1     | 0     |
| 2017-2018             | Atlético de Madrid    | Liga                  | 14          | 1           | 2           | 3                     | 1                     | 0                     | -          | -          | -          | C3                             | 6                              | 1                              | 0                              | -        | -        | -        | -               | -               | -               | -       | -       | -       | 23    | 3     | 2     |
| 2018-2019             | Atlético de Madrid    | Liga                  | 20          | 0           | 1           | 3                     | 1                     | 0                     | -          | -          | -          | C1                             | 4                              | 0                              | 0                              | -        | -        | -        | 1               | 0               | 0               | -       | -       | -       | 28    | 1     | 1     |
| 2019-2020             | Atlético de Madrid    | Liga                  | 28          | 3           | 1           | 1                     | 0                     | 0                     | 2          | 0          | 1          | C1                             | 4                              | 0                              | 0                              | -        | -        | -        | -               | -               | -               | -       | -       | -       | 35    | 3     | 2     |
| 2020-2021             | Atlético de Madrid    | Liga                  | 10          | 0           | 1           | 2                     | 0                     | 0                     | 2          | 0          | 1          | C1                             | 3                              | 0                              | 0                              | -        | -        | -        | -               | -               | -               | -       | -       | -       | 17    | 0     | 2     |
| Sous-total            | Sous-total            | Sous-total            | 72          | 4           | 5           | 9                     | 2                     | 0                     | 2          | 0          | 1          | -                              | 17                             | 1                              | 0                              | -        | -        | -        | 1               | 0               | 0               | -       | -       | -       | 101   | 7     | 6     |
| Total sur la carrière | Total sur la carrière | Total sur la carrière | 281         | 49          | 31          | 24                    | 3                     | 2                     | 4          | 0          | 1          | -                              | 61                             | 10                             | 11                             | 2        | 0        | 0        | 4               | 0               | 2               | 12      | 4       | 1       | 388   | 66    | 48    |

## Palmarès

### En club
Séville FC
- Ligue Europa (3) :
  - Vainqueur : 2014, 2015 et 2016.

 Atlético Madrid
- Championnat d'Espagne (1) :
  - Vainqueur : 2021
- Ligue Europa (1) :
  - Vainqueur : 2018
- Supercoupe de l'UEFA (1) :
  - Vainqueur : 2018.
- Supercoupe d'Espagne
  - Finaliste : 2020

### Distinction personnelle
- Joueur du mois en Liga : mars 2015